# Oskar Frey (Pfarrer)
Oskar Frey (* 18. August 1893; † 30. Juni 1958 in Rheinsheim) war ein Rheinsheimer Pfarrer, Ehrenbürger und Träger des Bundesverdienstkreuzes.

## Biografie
Oskar Frey wurde am 18. August 1893 geboren. Mit 39 Jahren trat der die Pfarrstelle im badischen Rheinsheim an. Als am 31. März 1945 der dortige Kirchturm durch einen Bombenangriff schweren Schaden nahm, motivierte er die Bevölkerung des Dorfes, nicht aufzugeben und koordinierte den Wiederaufbau des Turms. Er starb am 30. Juni 1958 im Alter von 64 Jahren in Rheinsheim. Er bekam für seine Lebensleistung das Bundesverdienstkreuz verliehen und wurde zum Ehrenbürger Rheinsheims ernannt. In den 1960er-Jahren wurde die Phillipsburger Straße in Rheinsheim in Oskar-Frey-Straße umbenannt.

## Persönlichkeit
Oskar Frey war in der Rheinsheimer Bevölkerung sehr beliebt und ist dort bis heute, vor allem bei den älteren Einwohnern, bekannt. Er hatte einen volkstümlichen Humor, galt als bescheiden, aber auch hartnäckig, wenn es darum ging, seinen Amtsgeschäften Nachdruck zu verleihen. Er vertraute wenig in moderne Technik, durch seine kräftige Stimme brauchte er kein Mikrofon. Außerdem war er für seine Männerwallfahrten auf dem Michaelsberg bekannt, an welchen teilweise mehrere tausend Menschen teilnahmen.

## Auszeichnungen und Ehrungen
- Oskar-Frey-Straße, Rheinsheim
- Bundesverdienstkreuz am Bande (1952)
- Ehrenbürger von Rheinsheim (1953)